# Мемориал Джорджа Мейсона
Мемориа́л Джо́рджа Ме́йсона — мемориальный комплекс, расположенный в Восточном потомакском парке, рядом с Национальной аллеей, в столице США городе Вашингтоне.
Он посвящён Джорджу Мейсону, важному американскому политику, подписавшему Декларацию прав Вирджинии и служившим делегатом в Филадельфийском конвенте 1787 года. Мэсона часто называют «забытым отцом-основателем».
Мейсон как антифедералист не подписал Конституцию США, потому что она не отменяла работорговлю, и считал, что она не несет никакую защиту для человека от государственной власти.
Создание мемориала было обнародовано общественным законом от 10 августа 1990 года. Место для него было подобрано возле мемориала Джефферсону. Ландшафтным дизайнером мемориала стал Фэй Харвелл, а скульптором — Уэнди Росс. Церемония заложения состоялась 18 октября 2000 года, а открылся он 9 апреля 2002 года.
Мемориал состоит из 22-метровой длинной каменной стены, в центре находится статуя сидящего Мейсона, рядом круглый бассейн.
Памятник управляется Службой национальных парков США.